# Dixième circonscription de la préfecture d'Aichi
La dixième circonscription de la préfecture d'Aichi (愛知県第10区, Aichi-ken dai-jū-ku) est l'une des seize circonscriptions législatives que compte la préfecture d'Aichi au Japon.

## Description géographique
Entre 1994 et 2002, la dixième circonscription de la préfecture d'Aichi regroupait les villes d'Ichinomiya, Inuyama, Kōnan et Iwakura et les districts de Niwa et Haguri (ja).
Entre 2002 et 2013, elle comprenait les mêmes unités administratives à l'exception de la ville d'Inuyama.
Entre 2013 et 2022, elle réunissait les villes de Kōnan et Iwakura, une partie de la ville d'Ichinomiya et le district de Niwa.
Depuis 2022, elle correspond aux villes d'Ichinomiya et Iwakura,.

## Députés
| Législature | Début de mandat | Fin de mandat | Député élu             | Parti politique | Parti politique |
| ----------- | --------------- | ------------- | ---------------------- | --------------- | --------------- |
| 41e         | 1996            | 2000          | Tetsuma Esaki (ja)     |                 | Shinshintō      |
| 42e         | 2000            | 2003          | Kanju Satō (ja)        |                 | PDJ             |
| 43e         | 2003            | 2005          | Tetsuma Esaki          |                 | NPC             |
| 44e         | 2005            | 2009          | Tetsuma Esaki          |                 | PLD             |
| 45e         | 2009            | 2012          | Kazumi Sugimoto (ja)   |                 | PDJ             |
| 46e         | 2012            | 2014          | Tetsuma Esaki          |                 | PLD             |
| 47e         | 2014            | 2017          | Tetsuma Esaki          |                 | PLD             |
| 48e         | 2017            | 2021          | Tetsuma Esaki          |                 | PLD             |
| 49e         | 2021            | 2024          | Tetsuma Esaki          |                 | PLD             |
| 50e         | 2024            | -             | Norimasa Fujiwara (ja) |                 | PDC             |